# Alumniportal Deutschland
Alumniportal Deutschland (od Alumnus, (l.mn.) Alumni – łac. „wychowanek”, od alere – „wychowywać, żywić”; niem. Deutschland – „Niemcy”) – serwis społecznościowy umożliwiający osobom, które studiowały lub dokształcały się w Niemczech, nawiązanie i utrzymywanie kontaktów ze sobą oraz z Niemcami. Korzystanie z portalu jest bezpłatne. Jest to wspólny projekt pięciu niemieckich organizacji z obszaru współpracy międzynarodowej. Projekt jest finansowany przez Federalne Ministerstwo Współpracy Gospodarczej i Rozwoju.

## Zadania i cele
Dzięki Alumniportal Deutschland osoby studiujące lub kształcące się w Niemczech (Deutschland-Alumni) mogą nawiązać oraz rozbudowywać kontakty między sobą, z niemieckimi instytucjami oraz szkołami wyższymi. Do oferty portalu należą: międzynarodowa giełda pracy i zleceń, informacje o ofertach kształcenia i imprezach kulturalnych niemieckich organizacji zagranicą, rubryka „język niemiecki” oraz społeczność internetowa. Na Alumniportal Deutschland mogą zarejestrować się wszystkie osoby kształcące się w Niemczech, niezależnie od tego, czy pobyt został sfinansowany przez jedną z niemieckich organizacji czy z własnych środków.
Poprzez rozbudowaną sieć kontaktów organizacje mogą łatwo dotrzeć do swoich byłych stypendystów i nawiązać z nimi kontakt. Potencjał alumnów odgrywa ważną rolę również we współpracy międzynarodowej. Zarówno alumni, jak i firmy mogą znaleźć na portalu współpracowników, ekspertów lub partnerów do współpracy.

## Historia powstania
Praca z byłymi stypendystami odbywa się zazwyczaj jedynie wewnątrz organizacji i fundacji. Według szacunków 80 procent zagranicznych absolwentów, czyli około 14.000 osób rocznie, opłaciło swój pobyt studyjny lub zarobkowy z własnych środków (ang. free mover). Dotarcie do nich zabierało dotychczas dużo czasu i pracy.
Z tego względu powołano do życia Alumniportal Deutschland. Jest on w tej formie jedynym portalem, który ujednolica pracę z alumnami łącząc ich różnorodne kompetencje i potencjały – dla alumnów, dla ich organizacji wspierających i dla wszystkich innych niemieckich firm i organizacji, które na całym świecie poszukują osób kontaktowych i współpracowników.
Dotychczas na portalu zarejestrowało się ponad 30 tys. użytkowników z 184 krajów (stan maj 2011).

## Budowa portalu
Centrum portalu stanowi społeczność internetowa. Do korzystania z niej wymagana jest bezpłatna rejestracja. Alumni mogą na tym portalu społecznościowym nawiązywać oraz utrzymywać kontakty między sobą oraz z organizacjami i firmami. Oprócz tego istnieje w ramach portalu możliwość prowadzenia blogów.
Dział serwisowy portalu zaopatruje użytkowników w różnorodne merytoryczne oferty i tematyczne impulsy dla społeczności internetowej: międzynarodową giełdę pracy i zleceń, kalendarz imprez kulturalnych, oferty dotyczące języka niemieckiego, oferty kształcenia w równych dziedzinach i „temat miesiąca”. Firmy i instytucje mogą na giełdzie pracy zamieszczać oferty pracy oraz zleceń, wyszukiwać personelu w bazie danych kandydatów, informować o spotkaniach lub też wyszukiwać osoby kontaktowe oraz ekspertów.
Oferta Alumniportal Deutschland jest dostępna w niemieckiej i angielskiej wersji językowej. Język komunikacji wewnątrz społeczności można dowolnie wybrać.

## Organizacje partnerskie
Pięcioma podstawowymi organizacjami non-profit odpowiedzialnymi za tworzenie, utrzymanie i promowanie Alumniportal Deutschland są:
- Fundacja im. Aleksandra von Humboldta (AvH)
- Centrum Migracji Międzynarodowej i Rozwoju (CIM)
- Niemieckie Towarzystwo Współpracy Międzynarodowej (GIZ)
- Niemiecka Centrala Wymiany Akademickiej (DAAD)
- Instytut Goethego

Ponad dziesięciu „partnerów strategicznych“ wspiera ten projekt. Portal jest finansowany ze środków Federalnego Ministerstwa Współpracy Gospodarczej i Rozwoju.